# Stefano Zacchiroli
Stefano Zacchiroli (ur. 16 marca 1979) deweloper Debiana od marca 2001 roku. Od kwietnia 2010 do kwietnia 2013 pełnił funkcję lidera projektu Debian. Jego poprzednikiem na tym stanowisku był Steve McIntyre. W 2007r. Zacchiroli uzyskał tytuł doktora na Uniwersytecie Bolońskim, a następnie przeniósł się do Paryża na uniwersytet Paris-Diderot w celach badawczych.